# Соціальний інтервенціоналізм
Соціальний інтервенціонізм — політика втручання уряду чи організації у соціальні справи. Така політика може включати благодійність або соціальне забезпечення як засіб для полегшення соціальних та економічних проблем людей, які стикаються з фінансовими труднощами; надання медичної допомоги; забезпечення освіти; забезпечення правил техніки безпеки для зайнятості та продуктів; доставка продовольчої допомоги, продовольчого банку або відрядження до регіонів або країн, які негативно постраждали від катастроф; програми усиновлення; підтримка та захист природного біорізноманіття; забезпечення прав; субсидування програм охорони здоров’я жінок; поліпшення освітніх можливостей; стандартизації базового доходу та компенсації за націоналізацію тощо.
Різновидом соціального інтервенціонізму є економічний (ринковий) інтервенціонізм — державне втручання в різноманітних формах у ринкову економіку. 

## Критика
Деякі соціальні інтервенції зазнають критики, і часто називаються соціальним авторитаризмом, стверджуючи що політика порушує свободу особи чи права людини. Такі правила включають:
- призов на військову службу;
- аборти здійснені державою, як це передбачено в китайській політиці щодо однієї дитини або заборона абортів та контроль за народжуваністю;
- заборони на об'єднання та організації;
- програми примусової стерилізації;
- обов’язкова інституціоналізація людей з психічними або фізичними вадами;
- заборона наркотиків;
- заборони на гомосексуальні стосунки;
- політика сегрегації;
- державна дискримінація або переслідування людей за віком, культурною ідентичністю, етнічною приналежністю, статтю, людьми з розумовими та фізичними вадами, расою, соціальним становищем, політичною приналежністю, релігією та сексуальною орієнтацією.

Ця критика також випливає із використання соціального інтервенціонізму авторитарними чи тоталітарними урядами, такими як Радянський Союз, фашистська Італія та нацистська Німеччина.

## Академічні дослідження
Академічні дослідження соціального інтервенціоналізму проводяться у багатьох школах державної політики по всьому світі. Деякі університети також мають спеціальні дослідницькі центри або кластери, що охоплюють соціальне втручання, наприклад, Департамент соціальної політики та втручання в Оксфордському університеті.